# Felipe Carrillo Puerto (Quintana Roo)
Felipe Carrillo Puerto is een stad in de Mexicaanse deelstaat Quintana Roo. Felipe Carrillo Puerto heeft 21.530 inwoners (census 2005). Het is de hoofdplaats van de gemeente Felipe Carrillo Puerto.
De stad is gesticht in 1848 door aanhangers van de cultus van het Sprekende Kruis, tijdens de Kastenoorlog. Zij noemden de plaats Chan Santa Cruz. Dit werd ook de naam voor hun de facto onafhankelijke staat, die de Mexicaanse regeringstroepen bevocht. In 1901 werd Chan Santa Cruz ingenomen door regeringstroepen en hernoemd tot Santa Cruz de Bravo, naar Ignacio Bravo, de generaal die Chan Santa Cruz onderwierp. In 1975 kreeg de stad haar huidige naam, ze werd genoemd naar de revolutionair Felipe Carrillo Puerto, die in de jaren '20 gouverneur van Yucatán was.
Nog steeds is Felipe Carrillo Puerto een plaats met een groot percentage indiaanse bevolking. Niet minder dan 99,2% van de bevolking is van Maya-afkomst. Hoewel de meerderheid van de bevolking rooms-katholiek is, is er nog steeds een klein deel van de bevolking dat de cultus van het Sprekende Kruis aanhangt.
Felipe Carrillo Puerto is een populaire bestemming voor toeristen, die de plaats bezoeken vanwege de Mayaruïnes en de witte stranden van de Riviera Maya. Een andere belangrijke inkomstenbron is de landbouw.